# Aliabad-e Dżahr
Aliabad-e Dżahr (perski: علي ابادجهر) – wieś w Iranie, w ostanie Kerman. W 2006 roku miejscowość liczyła 44 mieszkańców w 6 rodzinach.